# Кравляк (Самобор)
Кравляк (хорв. Kravljak) — населений пункт у Хорватії, у Загребській жупанії у складі міста Самобор.

## Населення
Населення за даними перепису 2011 року становило 15 осіб.
Динаміка чисельності населення поселення:

## Клімат
Середня річна температура становить 9,14 °C, середня максимальна – 22,63 °C, а середня мінімальна – -6,24 °C. Середня річна кількість опадів – 1157 мм.
| Клімат поселення                              | Клімат поселення | Клімат поселення | Клімат поселення | Клімат поселення | Клімат поселення | Клімат поселення | Клімат поселення | Клімат поселення | Клімат поселення | Клімат поселення | Клімат поселення | Клімат поселення | Клімат поселення |
| Показник                                      | Січ.             | Лют.             | Бер.             | Квіт.            | Трав.            | Черв.            | Лип.             | Серп.            | Вер.             | Жовт.            | Лист.            | Груд.            |                  |
| Середній максимум, °C                         | 5,53             | 6,89             | 10,68            | 14,58            | 19,44            | 22,63            | 21,76            | 21,26            | 17,56            | 12,59            | 7,14             | 3,72             |                  |
| Середня температура, °C                       | −0,36            | 1,01             | 4,80             | 8,71             | 13,56            | 16,74            | 18,64            | 18,13            | 14,42            | 9,47             | 4,02             | 0,58             |                  |
| Середній мінімум, °C                          | −6,24            | −4,88            | −1,09            | 2,83             | 7,68             | 10,86            | 15,51            | 14,98            | 11,30            | 6,33             | 0,90             | −2,54            |                  |
| Норма опадів, мм                              | 56               | 62               | 80               | 91               | 98               | 127              | 109              | 113              | 113              | 110              | 112              | 86               |                  |
| Середньомісячна швидкість вітру, м/с          | 1.74             | 1.85             | 2.23             | 2.15             | 2.07             | 1.84             | 1.75             | 1.69             | 1.62             | 1.74             | 1.85             | 1.82             |                  |
| Середньомісячна сонячна радіація, кДж/м²·день | 4211             | 6925             | 10391            | 14681            | 18643            | 20455            | 21310            | 18356            | 13660            | 8707             | 4658             | 3455             |                  |
| --------------------------------------------- | ---------------- | ---------------- | ---------------- | ---------------- | ---------------- | ---------------- | ---------------- | ---------------- | ---------------- | ---------------- | ---------------- | ---------------- | ---------------- |
| Джерело:                                      |                  |                  |                  |                  |                  |                  |                  |                  |                  |                  |                  |                  |                  |